# Callopistria falcata
Callopistria falcata là một loài bướm đêm trong họ Noctuidae.